# Sol Indiges
Sol Indiges eller Sol Invictus var solens gud i romersk mytologi.  Han ska inte förväxlas med Elagabalus Sol invictus.